# Sciara atrata
Sciara atrata är en tvåvingeart som först beskrevs av Thomas Say 1824.  Sciara atrata ingår i släktet Sciara och familjen sorgmyggor. Inga underarter finns listade i Catalogue of Life.